# Dominique Blanc
Dominique Blanc (Lyon, Franciaország, 1956. április 25. –), többszörös César-díjas francia színésznő, a párizsi Comédie-Française társulatának tagja. Ismert többek között az Indokína (1992), a Margó királyné (1994) filmekben és a Versailles tévésorozatban (2015) játszott szerepeiről.

## Élete

### Származása, tanulmányai
Lyon város Croix-Rousse nevű negyedében született, jól szituált polgári családban. Anyja ápolónővér, apja szülés-nőgyógyász szakorvos volt. Öt gyermekük sorában Dominique volt a negyedik, születését apja maga vezette le. Három fivéréből mérnök, nővéréből jógaoktató lett.

### Színészi pályája
Építészetet kezdett tanulni, de ez nem kötötte le, egyre többet érdeklődött a színjátszás iránt. 1980-ban beiratkozott a Cours Florent magán-színiiskolába, amelyet 1967-ben alapított François Florent, az iskola vezetője. Tanárainak egyike Francis Huster volt. Kisebbségi érzés gyötörte, külsejével nem volt megelégedve, hátrányban érezte magát a szőke, kékszemű „Barbie-babákkal” szemben. Háromszor próbált felvételizni a párizsi Conservatoire national supérieur d’art dramatique színművészeti főiskolára, de elutasították. 1981-ben egy színiiskolai Csehov-előadáson Patrice Chéreau rendező felfigyelt rá és kis szerepet szerzett neki Ibsen: Peer Gyntjének tévéfilmjében. Munkáját azonban negatívan értékelték, és 1982-ben nem került be Jean-Luc Godard Passiójáték című filmjébe.
Egy ideig a színpadi munkára összpontosított, kerülte a filmes munkát. 1986-ban Régis Wargnier rendező rávette, játsszon el egy alkoholista nőt a La Femme de ma vie című filmdrámájában. A kis mellékszerep jó kritikákat hozott. Az 1980-as évek második felében és az 1990-es években Blanc sorban kapta a drámai filmszerepeket Claude Chabrol, Claude Sautet, Patrice Chéreau, Régis Wargnier és James Ivory rendezőktől.
1996-ban Blanc nagy főszerepet kapott Nina Companeez rendezőnő L’allée du roi (~ Királyi sétány) című kétrészes történelmi filmjében, ahol a fordulatos sorsú Françoise d’Aubignét, a súlyosan mozgáskorlátozott Paul Scarron író (Michel Duchaussoy özvegyét alakította, aki később XIV. Lajos francia király házasságon kívüli gyermekeinek nevelője, majd Madame de Montespan márkinő rangra emelve a király szeretője és titkos (második) felesége lett, kiszorítva vetélytársát, Madame de Montespant, a hivatalos királyi szeretőt. Companeez a forgatókönyvet Françoise Chandernagor írónő azonos című regényéből írta, mely Françoise d’Aubigné fiktív emlékirataiként van megírva. A rivális Madame de Montespant a rendezőnő saját leánya, Valentine Varela színésznő játszotta.
2001-ben újabb Nina Companeez-filmben kapott főszerepet, a Ragyog a Nap Ozirisz földjén c. romantikus történetben Olympe de Cardoville-t alakította. 2003-ban a színpadon Patrice Chéreau rendezésében Racine: Phaedrájának címszerepét játszotta.
2002-ben Lucas Belvaux Trilógiájának két filmjében, a Menekülés-ben és az Az élet után-ban játszotta ugyanazt a karaktert, egy kábítószerektől ronccsá vált „junkie”-t.

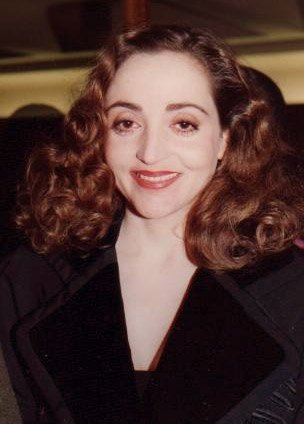
Az 1993-as César-díjátadón

### Elismerései, díjai
Filmes szerepeiért kilenc alkalommal jelölték César-díjra, ebből négyszer elnyerte azt:
- 1991: César-díj a legjobb női mellékszereplőnek, a Milou májusban c. filmért (rendező Louis Malle),
- 1993: César-díj a legjobb női mellékszereplőnek, az Indokíná-ért (rendező Régis Wargnier),
- 1999: César-díj a legjobb női mellékszereplőnek, Aki szeret engem, vonatra száll-ért (rendező Patrice Chéreau),
- 2001: César-díj a legjobb színésznőnek, a Stand-by filmbeli alakításáért (rendező Roch Stéphanik).

1999-ben meghívták a cannes-i filmfesztivál zsürijébe, 2001-ben a Berlinale zsürijének tagja volt.
Színpadi alakításaiért háromszor kapta meg a színházi a legjobb színésznőnek járó Molière-díjet:
- 1998: Ibsen: Babaház, Deborah Warner rendezésében,
- 2010: Marguerite Duras: La Douleur, Patrice Chéreau rendezésében,
- 2016: Pierre Choderlos de Laclos: Veszedelmes viszonyok, Merteuil márkinő szerepéért, Christine Letailleur rendezésében.

A 2008-as velencei filmfesztiválon megkapta a legjobb női közreműködőnek járó Volpi Kupát, Patrick Mario Bernard et Pierre Trividic rendezők L’Autre (A Másik) című filmjéért, ahol Blanc egy őrülten féltékeny asszonyt alakított.
2015. július 17-én Fleur Pellerin, a kultúráért és kommunikációért felelős miniszterasszony Blanc-t (Sabine Azéma színésznővel együtt) kitüntette a Francia Köztársaság Művészeti és Irodalmi Érdemrend (Ordre des Arts et des Lettres) parancsnoki fokozatával

### Magánélete
Egy fővilágosító technikushoz ment feleségül. Két leányuk született, 1991-ben és 1996-ban.

## Fontosabb filmszerepei
- 1981: Peer Gynt, tévéfilm; névtelen leány
- 1983: Richelieu ou La journée des dupes, tévéfilm; Madame de Comballet
- 1986: L’inconnue de Vienne, tévéfilm; Martine
- 1986: La femme de ma vie; Sylvia
- 1987: Különös táj (Das weite Land); Adèle Natter
- 1988: Maigret felügyelő nyomoz (Les enquêtes du commissaire Maigret), tévésorozat; Eva
- 1988: Néhány nap velem (Quelques jours avec moi);  Georgette
- 1988: Női ügyek (Une affaire de femmes); Jasmine
- 1989: Je suis le seigneur du château; Madame Vernet
- 1990: Milou májusban (Milou en mai); Claire
- 1991: Szerelmi örömök (Plaisir d'amour); Clo
- 1992: Indokína (Indochine); Yvette
- 1993: Faut-il aimer Mathilde?; Mathilde
- 1994: Loin des barbares; Zana
- 1994: Margó királyné (La reine Margot); Henriette de Nevers
- 1995: Teljes napfogyatkozás (Total Eclipse); Isabelle Rimbaud
- 1995: L’allée du roi, tévéfilm; Madame de Maintenon
- 1996: L’allée du roi, tévé-minisorozat, 1-2. rész; Madame de Maintenon
- 1996: Faisons un rêve; tévéfilm; Elle
- 1998: Aki szeret engem, vonatra száll (Ceux qui m’aiment prendront le train); Catherine
- 1998: Író és hős (A Soldier’s Daughter Never Cries); Candida
- 2000: Színészek (Les acteurs); Geneviève
- 2000: Sur quel pied danser?, tévéfilm; Jeanne
- 2000: Stand-by; Hélène
- 2001: Ragyog a Nap Ozirisz földjén (Un pique-nique chez Osiris), tévéfilm; Olympe de Cardoville
- 2001: La plage noire; Sylvie
- 2001: Teljes szívemből (Avec tout mon amour); Adèle
- 2001: Az emberi szeretet teje (Le lait de la tendresse humaine); Claire
- 2001: A pornófilmes (Le pornographe); Jeanne
- 2002: Volt egyszer egy angyal (Peau d’ange); Soeur Augustine
- 2002: Trilógia: Menekülés (Une trilogie: Cavale); Agnès Manise
- 2002: Trilógia: Csodás páros (Une trilogie: Un couple épatant); Agnès Manise
- 2002: Trilógia: Az élet után (Une trilogie: Après la vie); Agnès Manise
- 2002: Csak egy csokor virág! (C’est le bouquet!); Edith
- 2003: Phaedra (Phèdre); tévéfilm; Phaidra
- 2005: Mindent a cégért (Sauf le respect que je vous dois); Clémence Durrieux
- 2006: Les amitiés maléfiques; Florence Duhaut
- 2007: Capitaine Achab; Anna
- 2008: L′autre; Anne-Marie Meier
- 2010: Dumas; Céleste Scriwaneck
- 2010: Egy macska kettős élete (Une vie de chat); animációs film; Jeanne hangja
- 2011: Marcel Proust: À la recherche du temps perdu; tévé-minisorozat; Madame Verdurin
- 2011: Un autre monde, tévéfilm; Fanny
- 2015: Fou d’amour; Armance
- 2015: Peur de rien; Madame Gagnebin
- 2015: Versailles, tévésorozat;  Ausztriai Anna királyné
- 2016: Szívvel-lélekkel (Réparer les vivants); Lucie Moret
- 2021: La vraie famille; bírónő
- 2021: Une affaire française, tévésorozat; Marguerite Duras